# Parrocchia di Saint John the Baptist
La parrocchia di Saint John the Baptist (in inglese Saint John the Baptist Parish) è una parrocchia dello Stato della Louisiana, negli Stati Uniti. La popolazione al censimento del 2000 era di 43 044 abitanti. Il capoluogo è La Place.
La parrocchia (in Louisiana le parrocchie costituiscono un livello amministrativo equivalente a quello delle contee degli altri stati degli USA) fu creata nel 1807.